# Alchemilla betuletorum
Alchemilla betuletorum é uma espécie de rosácea do gênero Alchemilla, pertencente à família Rosaceae.